# Poa buchananii
Poa buchananii là một loài thực vật có hoa trong họ Hòa thảo. Loài này được Zotov miêu tả khoa học đầu tiên năm 1943.